# Selma des Coudres
Selma Des Coudres (de soltera Plawneek) (Riga, 2 de enero de 1883-Fürstenfeldbruck, 4 de marzo de 1956) fue una pintora letona-alemana. Des Coudres fue miembro fundador de la Asociación de Artistas de Fürstenfeldbruck. Su obra incluye dibujos, paisajes, naturalezas muertas, retratos e ilustraciones y abarca estilísticamente desde el Art Nouveau y el japonismo hasta el expresionismo.

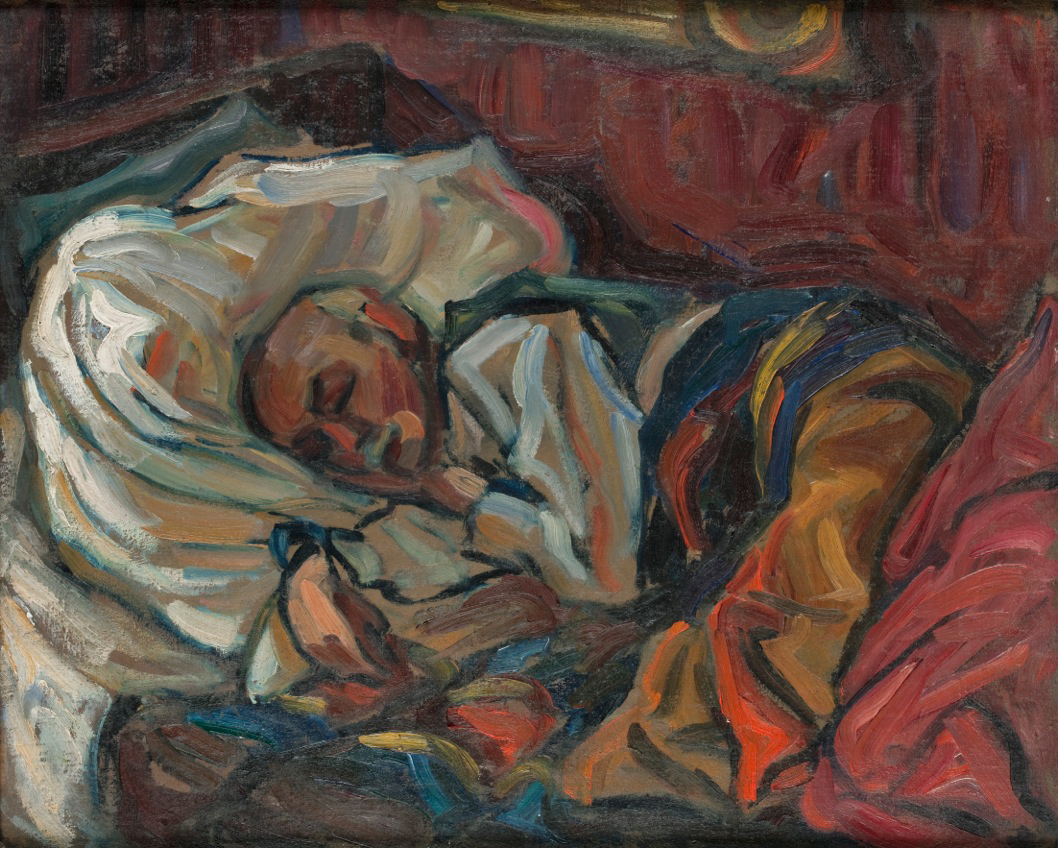
Adolf Des Coudres durmiendo

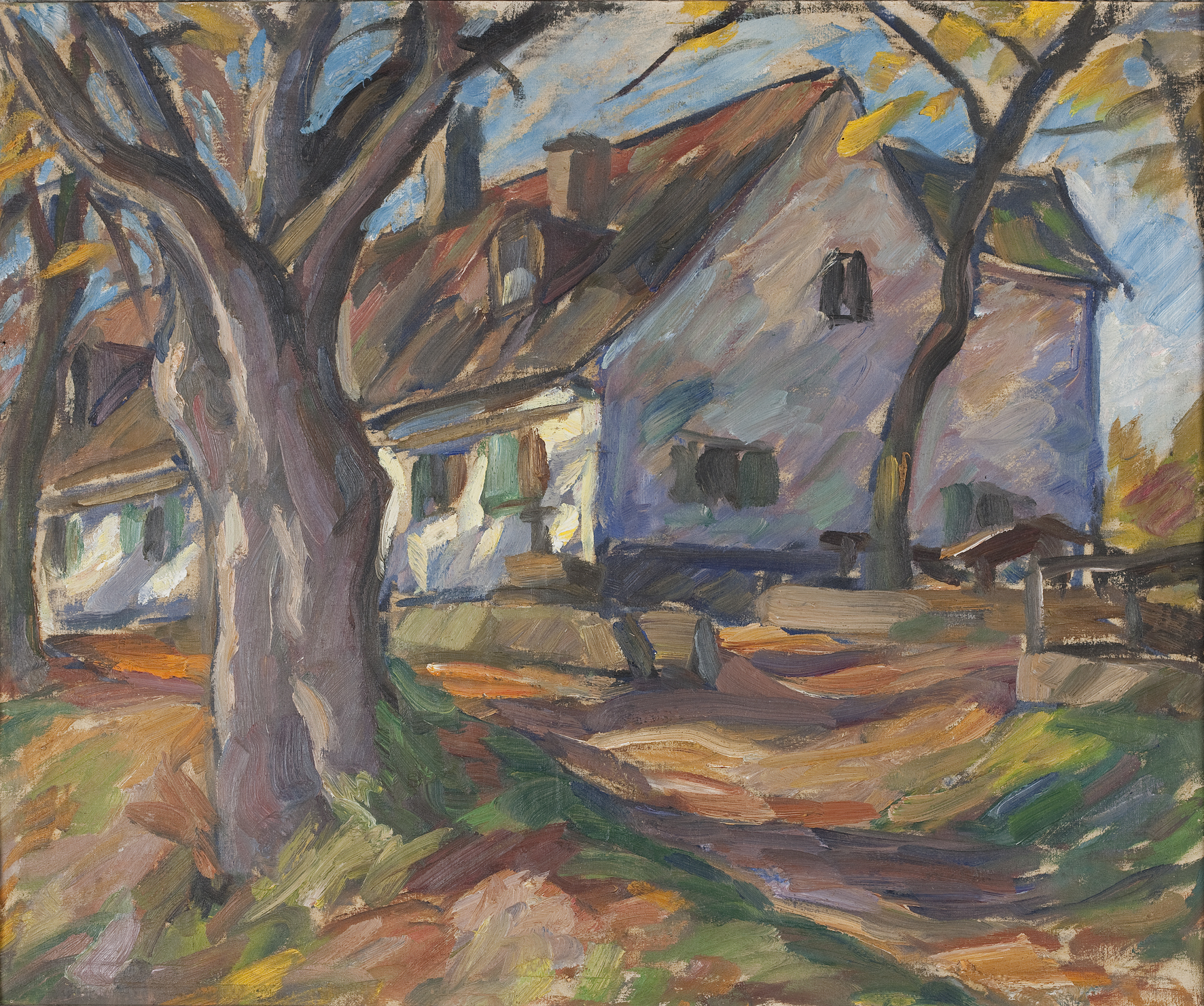
Casa Weiher

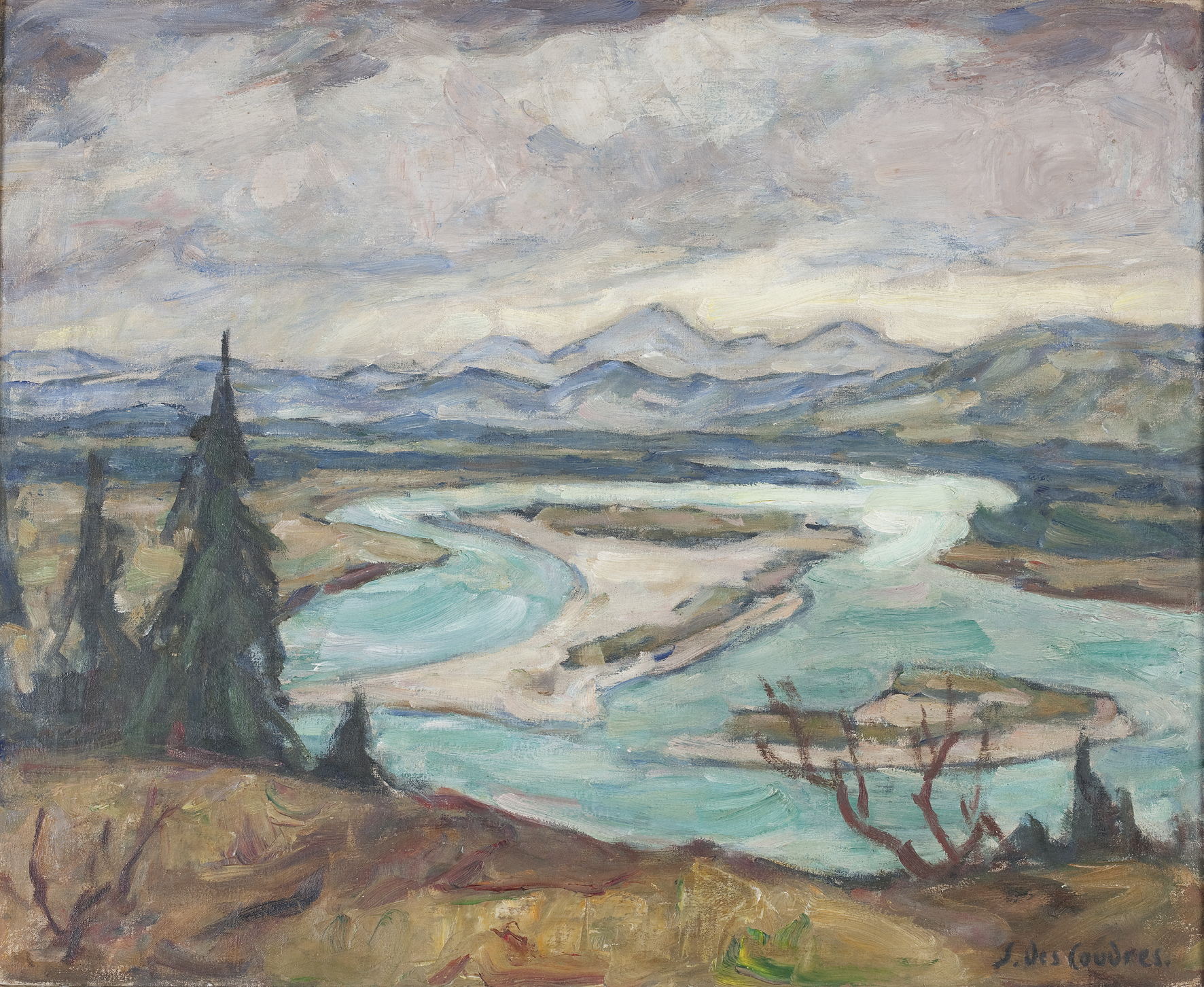
El Isar

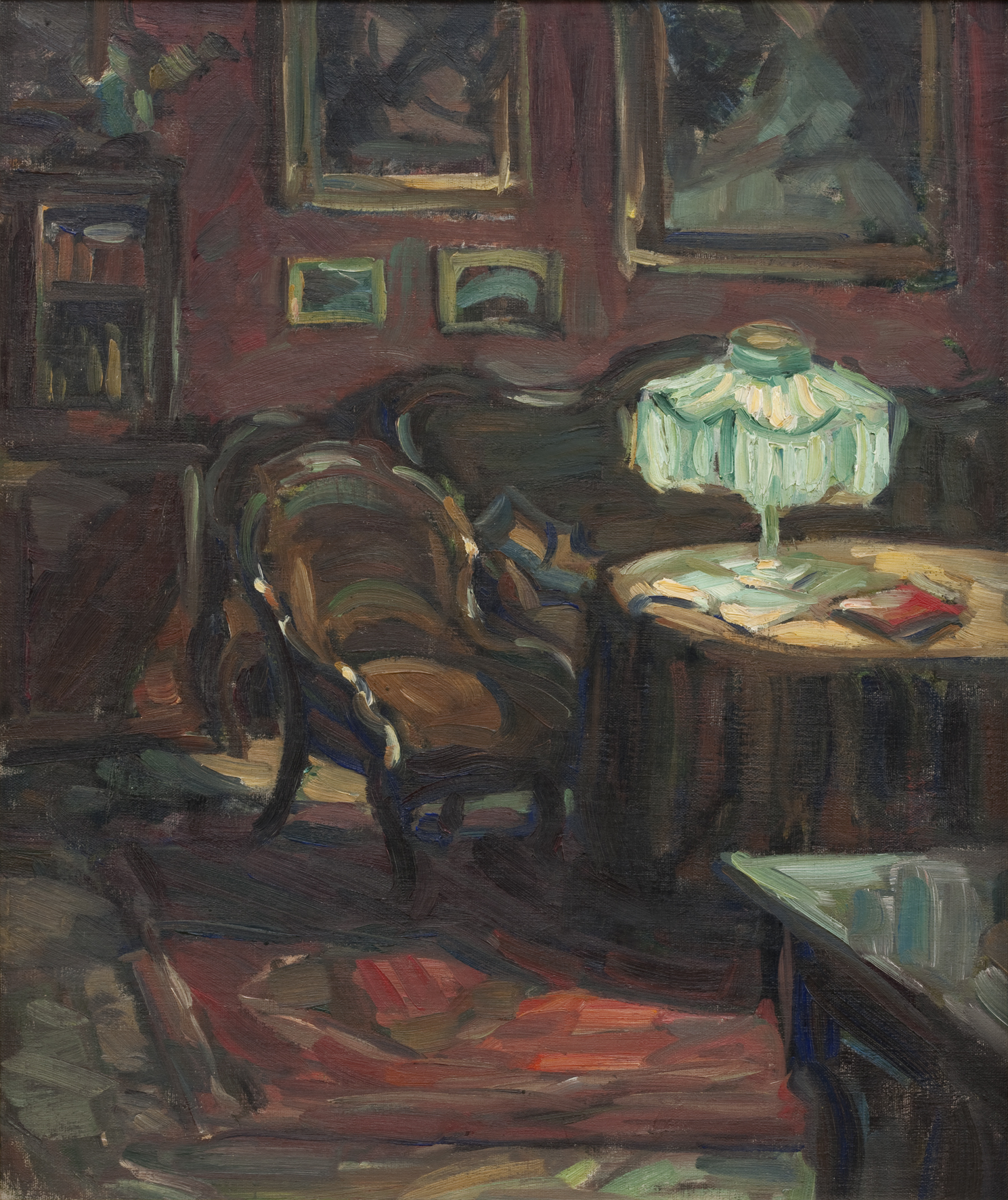
Interior con lámpara verde.

## Trayectoria

### Infancia y juventud
Selma Des Coudres nació como Selma Plawneek (en letón: Zelma Pļavniece) el 2 de enero de 1883 en Riga.  Su padre, que era el mayorista de madera Thomas Plawneek, perdió todo lo que poseía tras un incendio en 1891 y murió ese mismo año. La madre Olga, nacida Brunowski, recibió lecciones de dibujo en su juventud y fomentó el talento artístico de su hija. 

### Formación y primeras publicaciones en Riga.
Selma Plawneek asistió a la escuela de dibujo de la pintora germano-báltica Elise von Jung-Stilling en Riga. En 1903 consiguió un diploma como profesora de dibujo para escuelas secundarias de la Academia de San Petersburgo, lo que le permitía enseñar en escuelas públicas para niñas.  Después estudió durante un tiempo dibujo al natural en el estudio de Janis Rozentāls y pintura de paisajes con Vilhelms Purvītis.
Selma Plawneek demostró sus cualidades como ilustradora en la publicación del libro Pinos en la nieve. Poesía báltica, publicada en Riga en 1906. Sus ilustraciones para poemas y cuentos de hadas contemporáneos del Báltico representan paisajes y escenas urbanas letonas y están claramente influenciadas estilísticamente por el Art Nouveau. Entre 1908 y 1912, el Anuario de Bellas Artes de las Provincias del Mar Báltico imprimió repetidamente pinturas, dibujos e ilustraciones de Plawneek. Entre 1909 y 1919 expuso óleos, dibujos, xilografías y grabados en lino en numerosas exposiciones de la Asociación de Arte de Riga y del Museo de la ciudad junto con Vilhelms Purvītis, Janis Rozentāls, Bernhard Borchert, Gerhard von Rosen y otros artistas bálticos.  Wilhelm Neumann, director del Museo Municipal de Arte de Riga, adquirió en 1909 dos linograbados y la litografía Bosque de pinos para su museo. 

### Riga – Dachau – Feldwies
En 1909, Plawneek recibió una subvención de la ciudad de Riga, financiada con cargo al patrimonio del artista Georg Wilhelm Timm (1820-1895), para apoyar a los artistas de su ciudad natal. Esto le permitió desplazarse a trabajar en Múnich con Max Doerner y en Dachau con Adolf Hölzel en el verano de 1909. En los meses de verano de 1910 y 1911 asistió a la escuela de pintura de verano de Julius Exter en Feldwies am Chiemsee.  El estilo pictórico de color expresivo de Exter y su “liberación del color del objeto” tuvieron una gran influencia en la pintora.  Entonces se ocupaba principalmente del género paisajístico. En Múnich Selma Plawneek se movía en los círculos del legendario bar de artistas Simplicissimus, donde conoció a Joachim Ringelnatz en 1909. Mantuvo una estrecha amistad de toda la vida con él, quien la llamó Wanjka y la describió como una “pintora pobre y con mucho talento”.  El poeta dedicó su autobiografía Mi vida hasta la guerra, publicada en 1931, a “Mi amiga Wanjka, la señora Selma Des Coudres”. 
La artista viajó entre Múnich y Riga hasta agosto de 1914 y durante la Primera Guerra Mundial mostró sus obras en diversas exposiciones.  En junio de 1918, las obras de Selma Plawneek se mostraron en la extensa exposición Livonia-Estonia en la Real Academia de las Artes de Berlín, cuyo objetivo era llamar la atención sobre los logros de la cultura báltica. Luego la exposición viajó a Hamburgo y Lübeck.  En julio de 1919, después de la Revolución rusa, Selma Plawneek se marchó de Letonia y se instaló permanentemente en Fürstenfeldbruck.

### En Furstenfeldbruck
Hacia 1900, Fürstenfeldbruck se había convertido en una colonia para artistas que buscaban escapar de la vida ajetreada y costosa de la metrópolis cultural de Múnich. La pintora vivió inicialmente en la casa de la familia Wurmdobler en la Fürstenfelder Straße 4. En 1919 expuso dos óleos, Mañana de otoño y Estanque, en la exposición en el Palacio de Cristal de Múnich, en la sección Exposición de Arte Libre. 
En 1918 conoció al pintor paisajista Adolf Des Coudres (1862-1924), 20 años mayor que ella. El 3 de noviembre de 1921 se casó con él. El padrino fue el escritor Hans Erich Blaich, alias Dr. Owlglass. La pareja de artistas fue tema de conversación en Fürstenfeldbruck. Si bien Adolf Des Coudres era un hombre bastante bajo, su esposa, una mujer báltica alta y majestuosa, lo superaba en todo. Además de la obvia diferencia de tamaño, también estaba la enorme diferencia de edad.  La pareja tenía con la familia del pintor Henrik Moor una relación estrecha y amistosa. En 1923, Selma Des Coudres expuso por última vez en Múnich. Mostró los cuadros Sol vespertino, Cosecha de patatas y Paisaje en la Exposición de Arte Libre. Adolf Des Coudres murió el 21 de septiembre de 1924 en Fürstenfeldbruck.

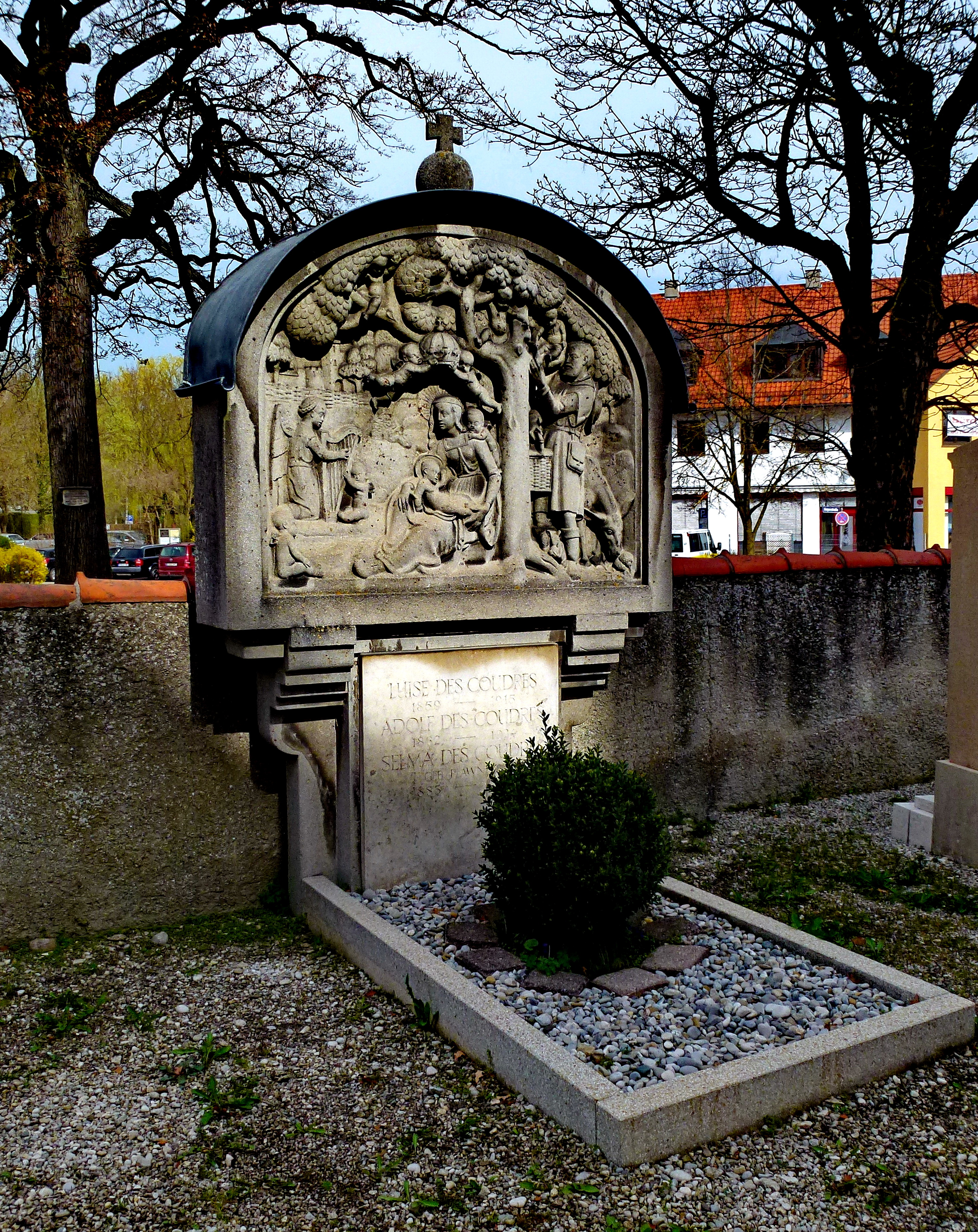
Cementerio de la iglesia parroquial católica de San Juan Bautista y Evangelista en Emmering, lápida de la familia Des Coudres: Luise Des Coudres (1859-1915), Adolf des Coudres (1862-1924), Selma des Coudres, nacida. Plawneek (1883-1956)

Tras la muerte de su marido, Selma Des Coudres, junto con pintores, escultores, escritores y músicos que vivían en Fürstenfeldbruck y sus alrededores, fundó en 1924 la Asociación de Artistas de Fürstenfeldbruck. En ocasiones fue miembro de la junta directiva de esa asociación de artistas. Usó el resto de su riqueza, que había perdido en la inflación de 1923, para construir una pequeña casa, la Schäferkarren, en la Hindenburgstraße 22.  El arquitecto fue Lars Landschreiber, hijo del también pintor Max Landschreiber. Durante el período de inflación, Selma Des Coudres comenzó a producir retratos en miniatura, pero con el tiempo, por razones de salud, pasó a retratos al óleo de gran formato.  Durante y después de la Segunda Guerra Mundial, Des Coudres vendió principalmente retratos y naturalezas muertas florales. Su continua lucha por la existencia y sus problemas financieros y de salud finalmente la obligó a reducir sus ideas de diseño inicialmente expresionistas y nivelarlas en favor de un gusto artístico provinciano alemán de esa época.  El 4 de marzo de 1956 murió Selma Des Coudres. Fue enterrada junto a su marido en el antiguo cementerio de Emmering.

## Evolución estilística
Ninguna de las primeras obras que Selma Plawneek mostró en las exposiciones de Riga ha sobrevivido. Unas pocas obras gráficas de este período se conservan en el Museo Nacional de Arte de Letonia en Riga. Las primeras xilografías y litografías de Selma Des Coudres muestran paisajes inspirados en las xilografías japonesas y en el Art Nouveau. Los temas fueron sobre todo los bosques de pinos, la arquitectura regional y las escenas rurales típicas de Letonia y determinaron las primeras obras de la pintora. En el Léxico de artistas bálticos de 1908, Wilhelm Neumann escribió sobre ella: “Se dio a conocer a través de representaciones características de la vida popular y de ilustraciones de cuentos de hadas elegantemente presentadas, que le gusta reproducir de una manera cercana a los antiguos grabados en madera.” 
Las formas estilizadas con líneas fuertes que corresponden a las áreas coloreadas y los motivos,  que a menudo se extienden más allá del borde de la imagen, son típicos del lenguaje visual de Selma Des Coudres. A pesar de su carácter decorativo, sus obras tienen un tono propio, ligeramente melancólico. Se nota claramente la proximidad a las pinturas del grupo Neu-Dachau, a Ludwig Dill, Adolf Hölzel y a las xilografías de Carl Thiemann. Las pocas pinturas conocidas de alrededor de 1920 son completamente vanguardistas y destacan por sus colores vivos y su estilo pictórico plenamente expresionista.  Los temas de las imágenes de los primeros años de Fürstenfeldbruck se relacionan principalmente con su entorno inmediato: paisajes urbanos de los alrededores, interiores de su apartamento, bodegones florales y algunos retratos. Después de 1923, con las dificultades económicas, la expresividad y la abstracción se reducen considerablemente en favor de una representación de color moderado y más realista, en obras más fáciles de colocar en el mercado alemán de esos tiempos cada vez más obscuros y limitados. 

## Obras (selección)
- Autorretrato
- Prado junto al agua
- Adolf Des Coudres durmiendo
- Casa Weiher
- El Isar
- Interior con lámpara verde.
- Kiosco
- Granja con carro de cosecha
- Trabajadores de campo
- Bodegón con jarra de piedra

## Exposiciones
- 2014: Selma y Adolf Des Coudres. Una pareja poco común de artistas, Museo Fürstenfeldbruck.
- 2008: Electrine y los demás. Artistas femeninas de 1700 a 2000, Museo Fürstenfeldbruck.
- 1988: Exposición de pintura “Pintores en Bruck”, Sparkasse Fürstenfeldbruck.